# John Hoffman (Filmproduzent)
John Hoffman ist ein Filmproduzent und Filmregisseur von Dokumentarfilmen.

## Karriere
Hoffman arbeitete von 1987 bis 1990 bei Aidsfilms und produzierte Dokumentarfilme über AIDS. Danach Allegras Freunde für den Sender Nickelodeon. Bei Home Box Office (HBO) arbeitete er seit 1996 und produzierte als Erstes die Fernsehreportage Smoke Alarm: The Unfiltered Truth About Cigarettes. 2006 wurde er zum Vizepräsident der Dokumentarfilmsparte von HBO befördert. Im Jahr 2009 produzierte er die preisgekrönte Miniserie The Altzheimer’s Project. 2012 produzierte er die vierteilige Fernsehserie The Weight of a Nation in Zusammenarbeit mit dem Institute of Medicine. In seiner langen Karriere erhielt er über 25 Nominierungen für Emmy-Awards. Gewinnen konnte er etwa 2000 für Kinder im Krieg oder 2017 für Sonic Sea. Im Jahr 2015 wechselte er zum Discovery Channel, wo er bis 2018 ebenfalls als Vizepräsident der Dokumentarsektion arbeitete. Schließlich drehte er 2023 mit Christine Turner den Kurzfilm The Barber of Little Rock, für den er den John Berebitsky Legacy Award beim Indy Shorts International Film Festival erhielt. Auch wurde er für einen Oscar in der Kategorie Bester Dokumentar-Kurzfilm nominiert. Im Film geht es um einen Barbier, der in Little Rock gegen Rassismus und soziale Ungleichheit kämpft.

## Filmografie (Auswahl)

### Produzent
- 1997: Smoke Alarm: The Unfiltered Truth About Cigarettes (Fernsehfilm)
- 1994–1998: Allegras Freunde (Fernsehserie, 22 Folgen)
- 1998: Three Cats from Miami and Other Pet Practitioners (Fernsehfilm)
- 2000: Paragraph 175
- 2000: The Eyes of Tammy Faye
- 2000: 101 Rent Boys
- 2000: A Little Curious (Fernsehserie, 2 Folgen)
- 2001: Lalee’s Kin: The Legacy of Cotton (Fernsehfilm)
- 2001: Shock Video 2002: America Undercover (Fernsehfilm)
- 2002: Nerve.com: Downloading Sex (Fernsehserie)
- 2002: In Memoriam: New York City (Fernsehfilm)
- 2004: Last Letters Home: Voices of American Troops from the Battlefields of Iraq (Fernsehfilm)
- 2004: Rape in a Small Town: The Florence Holway Story (Fernsehfilm)
- 2006: All Aboard! Rosie’s Family Cruise (Fernsehserie)
- 2007: The Addiction Project (Fernsehserie)
- 2007: Addiction (Fernsehserie)
- 2009: Katie Morgan’s Sex Quiz (Fernsehfilm)
- 2009: The Altzheimer’s Project (Fernsehserie)
- 2012: The Weight of the Nation (Fernsehserie)
- 2014: Valley Uprising
- 2014: Sleepless in America
- 2014: Fullhouse: Las Vegas (Fernsehserie)
- 2015: Racing Extinction
- 2015: Sherpa – Trouble on Everest
- 2015: Rise: The Promise of My Brother’s Keeper (Kurzfilm)
- 2016: Telescope (Fernsehfilm)
- 2016: Sonic Sea
- 2016: Toucan Nation (Kurzfilm)
- 2016: Tiger Shark Beach (Fernsehfilm)
- 2016: Hello World! (Miniserie)
- 2016: Killing the Colorado
- 2016: Rats
- 2017: Rancher, Farmer, Fisherman
- 2017: The Dark Side of the Sun (Fernsehfilm)
- 2016–2017: Shark Week (Fernsehserie, 11 Folgen)
- 2017: First in Human (Fernsehserie)
- 2017: Man-Eating Python (Fernsehfilm)
- 2017: Hot Grease
- 2018: Invisible Killers (Fernsehserie, 3 Folgen)
- 2018: Zum Mond und noch viel weiter – Die Reise der Nasa (Fernsehfilm)
- 2018: Take Back the Harbor (Kurzfilm)
- 2018: This Is A.I. (Fernsehfilm)
- 2019: Taken by the Tiger
- 2020: The Antidote
- 2021: Fauci
- 2023: Imelda Is Not Alone
- 2023: The Barber of Little Rock (Kurzfilm)

### Regisseur
- 2014: Sleepless in America
- 2017: Rancher, Farmer, Fisherman
- 2017: First in Human (Fernsehserie)
- 2018: Out of Many, One (Kurzfilm)
- 2020: The Antidote
- 2021: Fauci
- 2023: The Barber of Little Rock (Kurzfilm)

## Auszeichnungen (Auswahl)
- 2000: Primetime Emmy Award in der Kategorie Non-Fiction Special für Kinder im Krieg
- 2002: Pare Lorentz Award für In Memoriam: New York
- 2017: Primetime Emmy Award in der Kategorie Herausragende Naturdokumentation für Sonic Sea
- 2023: John Berebitsky Legacy Award beim Indy Shorts International Film Festival für The Barber of Little Rock
- 2024: Oscar-Nominierung in der Kategorie Bester Dokumentar-Kurfilm für The Barber of Little Rock